# Yosuke Ishibitsu
Yosuke Ishibitsu (født 23. juli 1983) er en japansk fodboldspiller, som spiller for den japanske fodboldklub Kyoto Sanga FC.